# RED 2.
A RED 2. 2013-ban bemutatott amerikai akcióvígjáték, kémfilm-paródia, a 2010-es RED című film folytatása. Főszereplők Bruce Willis, Mary-Louise Parker, John Malkovich, Helen Mirren, Anthony Hopkins, Catherine Zeta-Jones, Byung-Hun Lee.

## Cselekmény
Franket (Bruce Willis) és Sarah-t (Mary-Louise Parker) a COSTCO  bevásárlóközpontban látjuk viszont. Frank mindent belepakol a bevásárlókocsiba, ami csak a keze ügyébe kerül. Sarah szerint Frank "ász a fészekrakásban", de neki egy szimpla vacsora is megfelelt volna. Frank elküldi, hogy hozzon rákot, mivel észreveszi a settenkedő Marvint (John Malkovich) a szomszédos sorban. Azért kereste meg, mert nem válaszol az üzeneteire. Felhívja a figyelmét, hogy "jönnek" és hogy Frank eltunyult. ("Hónapok óta nem öltél meg senkit!") A visszaérkező Sarah elkapja a beszélgetés végét és tudni akarja, Marvin hová szeretné magával vinni őket. Frank elmismásolja a dolgot és otthagyják Marvint. Kint a parkolóban Marvin megáll mellettük a kocsival és még egy esélyt ad, hogy vele menjenek, de Frank nemet mond. Marvin kocsija pár méter után felrobban.
A következő jelenetben egy templomban vagyunk, Marvin temetésén. Odamennek a nyitott koporsóhoz. Sarah szerint Marvin roppant elevennek tűnik. Frank szerint azért, mert nem is halott. Egy virágtűt szúr Marvin kézfejébe, hogy ellenőrizze a dolgot. A pap felajánlja a lehetőséget a szerény létszámú gyülekezetnek, hogy egy beszéddel elbúcsúzzanak tőle. Sarah unszolására Frank mond is néhány keresetlen szót. A templomból kijőve ügynökök jelennek meg és elviszik Franket egy atombiztos intézménybe kihallgatni.
Az információs pulthoz érkező – egyelőre számunkra még ismeretlen – Jack Horton (Neal McDonough) ügyvédnek adja ki magát, és közli, hogy ügyfelét, Frank Moses-t törvénytelenül tartják fogva. A lány kihívja a főnökét. Horton mindkettőt hidegvérrel lelövi.
A kihallgatószobában Franket faggatják, mit tud a Nadragulya-tervről. A folyosóról lövések hallatszanak. Az egyik ügynök kimegy a helyiségből. A másikkal Moses közli, hogy őket jönnek megölni. Mire sikerül rávennie az ügynököt, hogy levegye a bilincsét, a támadók (élükön Hortonnal) odaérnek, és a fiatal ügynököt szitává lövik. Horton megfenyegeti Franket: amennyiben nem mondja el, amit tudni akar, megkínozza és megöli a barátnőjét.
Frank a bilincs ellenére kijut a helyiségből, az egyik kommandóst élő pajzsként használva. Bár ez az állapot nem tart sokáig. Komoly tűzharc következik, melynek során Moses kiváló ötletekkel és tempóban csökkenti a támadók létszámát. Végszóra Marvin is megérkezik ("Hoztam kulcsot!") és kimenekíti Franket.
Az épület oldalában Sarah fogadja őket. Frank letolja Marvint, hogy elhozta a lányt a biztos helyről. Sarah viszont Frankre dühös, hogy úgy bánik vele, mint egy porcelánbabával. Sértődötten beül a kocsiba. Frank Marvinnal veszekszik a helyzet miatt, ő viszont közli, hogy mélyen meghatotta az a tény, hogy Frank sírt a temetésén. Moses szerint ilyen nem történt.
A kocsiban Marvin ismerteti a tényállást: négy nappal ezelőtt valaki feltett a netre egy dokumentumot, ami szerint ők ketten részt vettek egy Nadragulya nevű hadműveletben, még 1979-ben és ezért van a hajcihő. Frank szeretné, ha Sarah elbújna valami biztonságos helyen, amíg ők felgöngyölítik az ügyet. A lány hallani sem akar erről. Zajt hallanak a csomagtartóból. Érdeklődésükre Marvin közli, hogy a katonai hírszerzés vezetőjét zárta oda.
Eközben a Pentagonban McKennon tábornok (Vlasta Vrana) kifejezi aggodalmát, hogy ennyi év után kiderülnek a dolgok Nadragulya-tervről. Horton szerint megfelelő intézkedéseket tettek, ám a tábornok értesíteni kívánja a Belügyminisztériumot. Horton véglegesen elhallgattatja, majd egy specialistát javasol az ügy megoldására: Han Cho Bai-t (Byung-Hun Lee). Ő éppen egy küldetésen van. Dolga végeztével Horton hívja fel, hogy rábízza Moses kiiktatását.
Philips igazgató (Tim Pigott-Smith) is értesül a Nadragulya-ügyről, ezért felkeresi Victoriát (Helen Mirren), hogy egy visszautasíthatatlan ajánlatot tegyen: végeznie kell Frankkel. Közben a csomagtartóból kiszedett hírszerző-főnök dalol, mint az énekesmadár. Marvin és Frank megtudják, hogy egy Edward Bailey tervezte 1 megatonna hatóerejű bombáról van szó, amit a hidegháború idején Moszkvába csempésztek. Felidézvén a múltat megtudjuk, hogy akkoriban Frank és Marvin feladata lett volna, hogy megvédjék Bailey-t, de az oroszok felrobbantották.
Az étteremben a Nadragulya-tervet taglaló weboldalból kiderítik, hogy egy párizsi IP cím tartozik hozzá. A feltett dokumentum egyik oldalának alján egy borosüveg aljának lenyomatából Franknek beugrik a "Béka" (David Thewlis) fedőnevű francia fegyverkereskedő. Közben Victoria hívja fel őket telefonon és szól, hogy az MI6 (a brit titkosszolgálat) megbízta a likvidálásukkal és Han-t is rájuk küldték. Távozás közben megtudjuk, hogy Han korábban elhárítótiszt volt, most viszont a "legpengébb" bérgyilkos a világon és okkal haragszik Mosesre.
Miközben Han Frank megölését tervezi, ők úgy döntenek, hogy egy méregdrága bort hirdetnek meg eladásra a neten, hogy azzal csalják lépre a Békát Párizsban. A szállodába érve belefutnak Jekatyerina Petrovnába (Catherine Zeta-Jones), az orosz elhárítótisztbe. Marvin elmeséli, hogy Katja Frank gyenge pontja. Kiderül, hogy Katja is tud a bombáról. A két nő azonnal egymásnak feszül. Négyen együtt indulnak el Békára vadászni. Miközben a Béka egy étteremben éppen terroristákkal tárgyal, a neten licitál a Marvin által meghirdetett üveg borra. Eztán persze kiszúrja Sarah-t, aki minden figyelmeztetés ellenére a szemébe bámul. Hatalmas lövöldözés, majd autós üldözés következik: a Béka egy robogón menekül, Marvin Sarah-val, Frank pedig Katjával egy-egy kocsin üldözik.
Miután elkapják, elkezdik vallatni. Katja annak tudatában, hogy a Béka számára a borgyűjteménye a legfontosabb, sorra töri össze őket. Amikor ez sem elegendő egy csecsen arc-plasztikát ajánlanak fel neki. Sarah azonban közbeavatkozik és női vonzerejét latba vetve eléri, hogy segítsen. A Béka átad neki egy kulcsot.
A következő jelenetben egy gyors összefoglalót tart Sarah-nak Frank alapvető szükségleteiről. Frank békülésképpen felveti a lánynak, hogy elmehetnének vacsorázni. Közben Katja azzal kopog be, hogy egy besúgótól tuti fülest kapott és azonnal beszélniük kell vele. Elmennek és beülnek egy kisvendéglőbe. Miközben nosztalgiáznak és pezsgőznek, kiderül, hogy egyiküknek a parancs a legfontosabb, másikuknak inkább az, hogy mi a helyes. No persze a találkozó csak csali volt: az italba kevert altató kiüti Franket.
Sarah hathatós módon próbálja magához téríteni, azon bosszankodva, hogy most már a Békától kapott kulcs is az orosznál van, ám Marvintól megtudjuk, hogy kicserélte azt egy másikra.
Sarah és Marvin bevásárlást tartanak Frank pénzéből, majd a lány otthagyja őket és elhajt a szállodába a taxival. Marvin gyorstalpalót tart Franknek életvezetésből. Közben meglátják Hant, aki igyekszik végezni velük és szitává lövi a fél utcát egy furgonból. A csatornán át sikerül elmenekülniük.
A Credit Lyonnais Bankba mennek Sarah-val és a Békától kapott kulccsal. Közben Katját elfogja a francia rendőrség, mivel kiderül, hogy a másik kulcs egy terrorista csoport széfjét nyitja. Frankék találnak egy MI6-os jelentést a Nadragulya-tervről, amiben azt olvassák, hogy a bombát elrejtő ügynököt foglyul ejtették és J.É.G-re tették (a képen az I.C.E rövidítést látjuk), vagyis – a szellemes szinkron szerint – Jogfosztott, de Élete Garantálva. Így hát Angliába mennek.
Egy kihalt úton Victoria várja őket, ám nem végez velük, csak hamis nyomokat hagy követőiknek. Többek közt egy lángoló autót, amivel szerinte nyernek 24 órát. Eközben Horton a Békát vallatja, korántsem olyan finom eszközökkel, mint korábban Sarah. Nem tud kiszedni belőle semmit, mert az mérget nyelt. Frankék azt tervezik, hogy behatolnak a Towerben található alfa biztonsági szintű MI6-os börtönbe. (Amit ekkor konkrétan a sétahajóról látnak, az a The Butlers Wharf Building.) Victoria lesz a csali, aki egy magát Anglia királynőjének képzelő elmebeteget alakít, felettébb hitelesen, Bette Davis után szabadon. Miután az ápolókat harcképtelenné tette, beengedi Franket az egyik ablakon.
A személyzetet megkötözik és végre bejutnak a keresett fogolyhoz. Kiderül, hogy a 121-es szoba lakója nem más, mint maga Edward Bailey, aki felettébb zavarodottnak tűnik, de Mosest felismeri. Miközben hetet-havat összehord, kimegy a helyiségből és rájuk zárja az ajtót. Kijutnak, majd Victoria kiüti Bailey-t egy sokkolóval. Elosztják a feladatokat. Victoria marad, hogy kiderítse, az MI6 miért titkolta el, hogy Bailey él. Közben Horton is tudomást szerez arról, hogy Bailey szökésben van.
A társulat Bailey-vel Oroszországba érkezik. A dorohovói légibázison Ivan Szimanov (Brian Cox) fogadja őket. Moszkvába mennek a bombát keresni. Han kerül elő a semmiből és rájuk támad. Frank egy hűtőajtóhoz bilincseli.  Han alaposan lerendezi az odaérkező orosz rendőröket, közben ők egérutat nyernek. Egy régi rejtekhelyre mennek, ami 1984 óta érintetlen. (Érdekesség, hogy az asztalon lévő porosodó kacatok közt egy Rubik-kocka is látható.) Közben Sarah Marvintól végre megtudja, Han miért gyűlöli annyira Franket. Bailey értelme egyre tisztább, állítása szerint már arra is emlékszik, hol a Nadragulya, így el is indulnak érte. Mivel a környék az elmúlt évtizedekben jelentősen megváltozott, órákig tartó bóklászás után Bailey rálel a titkos alagút feltételezett bejáratára egy Papa John's pizzériánál.
Némi falbontás árán be is jutnak a katakombákba. Eközben Victoria megtudja, mi a legfőbb gond Bailey-vel. A főnöke szerint eljátszotta az utolsó lehetőségét. Miközben kimegy, a jelenlévő fiatal ügynökre bízza, hogy végezzen a nővel, ám Victoria intézi el őt. A kis csapat az alagúton át bejut a Kremlbe. Végre Sarah is kap egy feladatot: őriznie kell az ajtót, nehogy a katonák felfedezzék a behatolás helyét.
A fiúk Bailey vezetésével elmennek a Nadragulyáért, amiről kiderül, hogy valójában vörös higany. "Ez egy olyan fegyver, amely egyetlen este alatt teljesen megváltoztatja a nemzetközi hatalmi egyensúlyt." Az már csak hab a tortán, hogy az öreg elveszettnek hitt pipája is előkerül. Katja jelenik meg és fegyvert fog rájuk. Frank szerint ezt a fegyvert egy kormány sem kaphatja meg.
A rejtekhelyre visszaérve koccintanak a sikeres akcióra. Közben Victoria telefonál. Elmondja Franknek, hogy Bailey fel akarja robbantani a bombát, hogy bosszút álljon a családjáért. Ám közben Bailey is résen van, fegyvert fog a társulatra. Horton sétál be az embereivel. Mielőtt magukkal viszik Bailey-t, az lelövi Katját. Hortonék távoznak, orosz katonák érkeznek és őrizetbe veszik a csapatot.
Bailey-t repülőgépre teszik, hogy Colorado-ba szállítsák. Frank, Sarah és Marvin kivégzőosztag elé kerülnek. Szerencsére Victoria – Iván kíséretében – az utolsó pillanatban pár jól irányzott lövéssel megmenti őket. A gépen Bailey ellenszert ad be magának, majd idegmérget bocsát ki egyik kis játékszeréből. Horton kivételével mindenkivel végez.
Ivántól megtudják, hogy Bailey menedékre talált az iráni nagykövetségen. Han újra előkerül, hogy kinyírja Franket. Egy kiadós verekedés közben Moses tájékoztatja a pillanatnyi helyzetről és meggyőzi, hogy függesszék fel addig, amíg visszaszerzik a bombát.
Egy bárba mennek, tudva, hogy az iráni miniszter (?), Arman (Philip Arditti) is meg fog jelenni ott. Amíg várnak, Frank megajándékozza a lányt egy pisztollyal. Az előre megbeszéltek szerint Frank pofon vágja Sarah-t majd távozik. Arman lovagiasan odamegy megvigasztalni a síró lányt. Sarah "cserébe" gömbhalmérget fecskendez belé és így kényszeríti arra, hogy a követségre menjenek.
Közben Bailey is megérkezik, hogy "eladja" a bombát az irániaknak. Sarah-t és Armant megzavarja a hatáskörét túllépő testőr, így a lány kénytelen lelőni. Majd rátér az igazi céljára: a széfet keresi. Marvin közben a zavarkeltés és figyelemelterelés mestereként csőtörést okoz a mosdóban. A nonstop vízszerelés hívás persze Victoriához fut be, így ő is színre léphet. Ezalatt Bailey végez üzletfeleivel és Hortonnal is. Frank és társai a Sarah szerezte kulccsal bejutnak a már élesített bombához, ám Bailey-nek már hűlt helye. Nem kis lövöldözés árán jutnak ki az épületből, de közben Bailey elragadja Sarah-t.
Victoria és Han egy "jampi-járgánnyal" követik őket, míg Frank és Marvin helikopterrel mennek utánuk. Mivel a pilótát eltalálják, Frank veszi át a helyét. Marvin nyirbálja a drótokat, de ettől a bomba csak egyre gyorsabban ketyeg. Lezuhannak a géppel, de túlélik. Bailey Sarah-val felszáll Han magángépére. Frank is megérkezik a bombával. Bailey fedezékül használja a lányt és eldobatja vele a fegyvert. Cserébe magával viheti a lányt. Leszállnak a gépről és várják a robbanást, ami véget vet az életüknek. Ám az a gépen következik be, így csak Bailey hal meg.
Han visszaállítja az eredeti viszonyt Frankkel, vagyis újra haragban vannak. Közli, hogy ötvenmillióval tartozik. Frank jelzi, hogy tud egy caracasi melóról. A záróképen Sarah egy bárban a levegőbe lövöldözve roppant elégedetten vonul ki. Marvin: "Ne rám nézz, Frank. Ő a te csajod..."

## Szereposztás
| Szerep                                    | Színész              | Magyar hang      |
| ----------------------------------------- | -------------------- | ---------------- |
| Frank Moses                               | Bruce Willis         | Dörner György    |
| Sarah Ross                                | Mary-Louise Parker   | Kökényessy Ági   |
| Marvin Boggs                              | John Malkovich       | Mertz Tibor      |
| Victoria Winslow                          | Helen Mirren         | Bánsági Ildikó   |
| Edward Bailey                             | Anthony Hopkins      | Fodor Tamás      |
| Han Cho Bai                               | Byung-Hun Lee        | Fehér Tibor      |
| Jack Horton                               | Neal McDonough       | Stohl András     |
| a „Béka”                                  | David Thewlis        | Schnell Ádám     |
| Davis                                     | Garrick Hagon        | Cs. Németh Lajos |
| Philips igazgató                          | Tim Pigott-Smith     | Várday Zoltán    |
| McKennon tábornok                         | Vlasta Vrana         | Kertész Péter    |
| Ivan Szimanov                             | Brian Cox            | Ujlaki Dénes     |
| Cobb                                      | Steven Berkoff       | Berzsenyi Zoltán |
| Kelly                                     | Emma Heming Willis   | (n. a.)          |
| Jekatyerina Petrovna, orosz elhárítótiszt | Catherine Zeta-Jones | Kéri Kitty       |